# 청두 항공의 운항 노선
청두 항공은 다음의 노선을 운항 중이다.

## 운항 노선

### 아시아
- 중화인민공화국
  - 허페이 - 허페이 신차오 국제공항
  - 충칭 - 충칭 장베이 국제공항
  - 푸저우 - 푸저우 창러 국제공항
  - 콴저우 - 콴저우 진장 국제공항
  - 샤먼 - 샤먼 가오치 국제공항
  - 둔황 - 둔황 공항
  - 자위관 - 자위간 공항
  - 란저우 - 란저우 중촨 국제공항
  - 장예 - 장예 간저우 공항
  - 진창 - 진창 진촨 공항
  - 광저우 - 광저우 바이윈 국제공항
  - 제양 - 제양 샤오산 국제공항
  - 선전 - 선전 바오안 국제공항
  - 주하이 - 주하이 진완 공항
  - 베이하이 - 베이하이 푸쳉 공항
  - 난닝 - 난닝 우수 국제공항
  - 구이양 - 구이양 룽둥바오 국제공항
  - 싱이 - 싱이 완펭린 공항
  - 쭌이
    - 쭌이 마오타이 공항
    - 쭌이 신저우 공항

  - 하이커우 - 하이커우 메이란 국제공항
  - 싼야 - 싼야 피닉스 국제공항
  - 스자좡 - 스자좡 정딩 국제공항
  - 하얼빈 - 하얼빈 타이핑 국제공항
  - 헤이허 - 헤이허 아이후이 공항
  - 우다롄츠 - 우다롄츠 데두 공항
  - 정저우 - 정저우 신정 국제공항
  - 우한 - 우한 톈허 국제공항
  - 창사 - 창사 황화 국제공항
  - 헝양 - 헝양 난웨 공항
  - 후허하오터 - 후허하오터 바이타 국제공항
  - 후룬베이얼 - 후룬베이얼 하이랄 공항
  - 얼롄하오터 - 얼롄하오터 공항
  - 롄윈강 - 롄윈강 바이타부 공항
  - 난징 - 난징 루커우 국제공항
  - 옌청 - 옌청 난양 국제공항
  - 징강산 - 징강산 공항
  - 난창 - 난창 창베이 국제공항
  - 상라오 - 상라오 산칭산 공항
  - 창춘 - 창춘 룽자 국제공항
  - 다롄 - 다롄 저우수이쯔 국제공항
  - 선양 - 선양 타오셴 국제공항
  - 인촨 - 인촨 허둥 국제공항
  - 시닝 - 시닝 카오자바오 국제공항
  - 시안 - 시안 셴양 국제공항
  - 지난 - 지난 야오창 국제공항
  - 지닝 - 지닝 공항
  - 칭다오 - 칭다오 류팅 국제공항
  - 웨이하이 - 웨이하이 다슈이보 공항
  - 상하이
    - 상하이 푸둥 국제공항
    - 상하이 훙차오 국제공항

  - 타이위안 - 타이위안 우수 국제공항
  - 청두 - 청두 솽류 국제공항 허브
  - 톈진 - 톈진 빈하이 국제공항
  - 라싸 - 라싸 공가 공항
  - 쿤밍 - 쿤밍 창수이 국제공항
  - 리장 - 리장 삼이 국제공항
  - 징훙 - 시솽반나 가사 공항
  - 항저우 - 항저우 샤오산 국제공항
  - 닝보 - 닝보 리서 국제공항
  - 타이저우 - 타이저우 루차오 공항
  - 원저우 - 원저우 룽완 국제공항
- 러시아
  - 블라디보스토크 - 블라디보스토크 국제공항
- 태국
  - 코사무이 - 코사무이 공항